# Miss Europe 1970

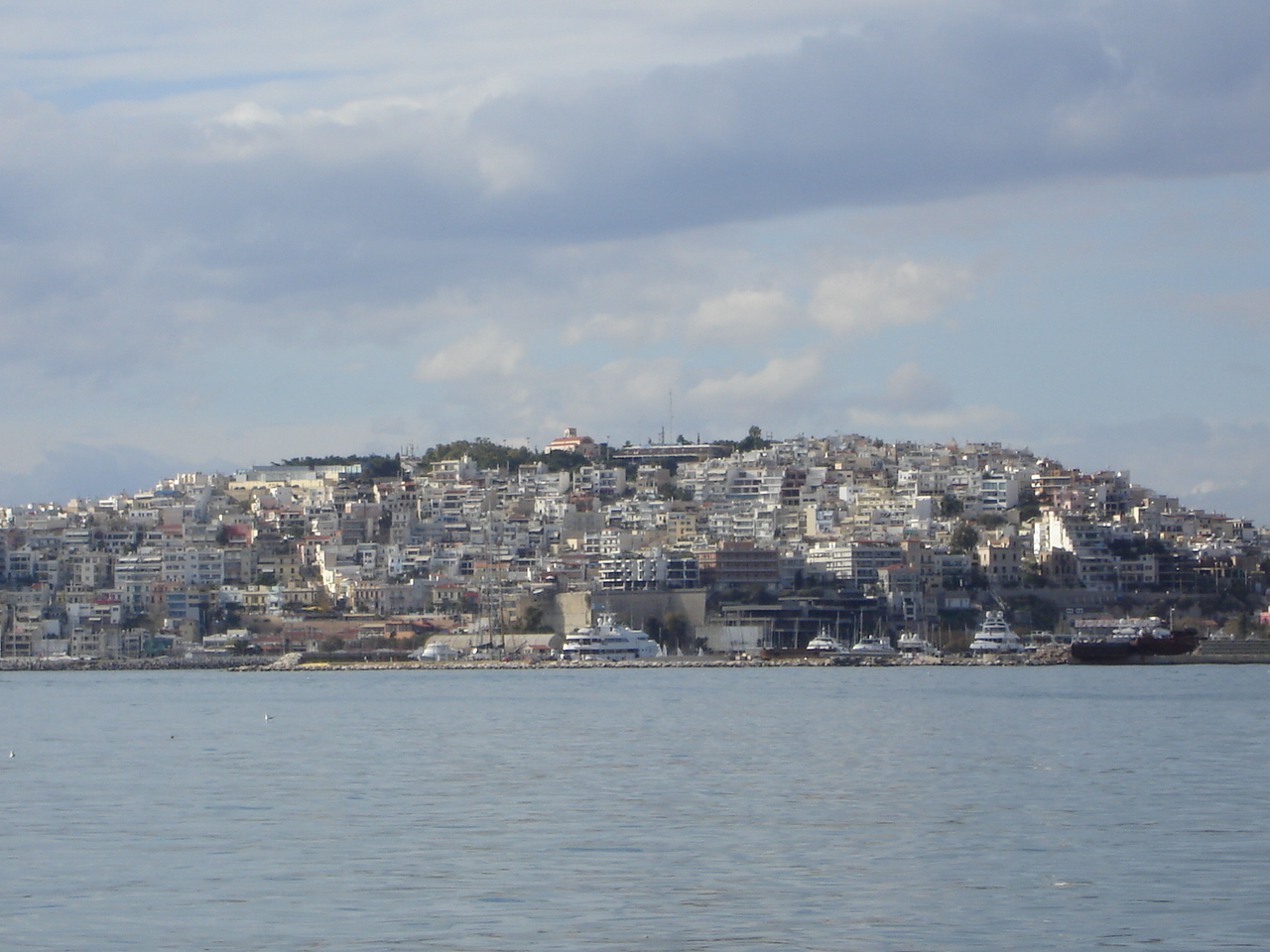
Panorama von Piräus, Ort der Veranstaltung

Der Wettbewerb um die Miss Europe 1970 war der zweiundzwanzigste seit 1948, den die Mondial Events Organisation (MEO) durchführte. Sie war von den Franzosen Roger Zeiler und Claude Berr ins Leben gerufen worden, hatte ihren Sitz in Paris und organisierte den Wettbewerb bis 2002.
Die Kandidatinnen waren in ihren Herkunftsländern von nationalen Organisationskomitees ausgewählt worden, die mit der MEO Lizenzverträge abgeschlossen hatten.
Die Veranstaltung fand am 15. September 1970 in der griechischen Hafenstadt Piräus statt, im Großraum der Hauptstadt Athen. Es gab  20 Bewerberinnen.
| Land                                                                | Schreibweise bei Pageantopolis         | Schreibweise in der Heimatsprache   | Teilnahme an weiteren Wettbewerben                 |
| ------------------------------------------------------------------- | -------------------------------------- | ----------------------------------- | -------------------------------------------------- |
| Platzierungen                                                       |                                        |                                     |                                                    |
| 1. Spanien                                                          | Noelia Alfonso Cabrera                 | Noelia Alfonso Cabrera              | Miss Universe 1970                                 |
| 2. Portugal                                                         | Ana Maria Diozo Lucas                  | Ana Maria Diozo Lucas               | Miss Universe 1970, Miss World 1970                |
| 3. Italien                                                          | Anna Zamboni                           | Anna Zamboni                        | Miss Universe 1970                                 |
| 4. Holland                                                          | Stephanie Flatow                       | Stephanie Flatow                    | Miss World 1976: Platz 6                           |
| 5. Griechenland                                                     | Vivi Alexopoulou                       | Βιβή Αλεξοπούλου (Vivi Alexopoulou) |                                                    |
| In den Top 7                                                        |                                        |                                     |                                                    |
| 6. Finnland                                                         | Ursula Rainio                          | Ursula Rainio                       | Miss Universe 1970, Miss Scandinavia 1971: Platz 5 |
| Weitere Teilnehmerinnen                                             |                                        |                                     |                                                    |
| Belgien                                                             | Francine Martin                        | Francine Martin                     | Miss Universe 1970, Miss World 1970                |
| BR Deutschland                                                      | Vera Kirst                             | Vera Kirst                          | Miss Universe 1971                                 |
| England                                                             | Jacqueline („Jackie“) Francesca Molloy |                                     |                                                    |
| Frankreich                                                          | Françoise Durand-Behot                 | Françoise Durand-Behot              | Miss Universe 1970                                 |
| Irland                                                              | Carmel Macken                          |                                     |                                                    |
| Island                                                              | Kristin Waage                          |                                     |                                                    |
| Jugoslawien                                                         | Vicktorija Ekart                       | Viktorija Ekart                     |                                                    |
| Luxemburg                                                           | Rita Massard                           |                                     | Miss World 1970                                    |
| Malta                                                               | Tessie Pisani                          |                                     | Miss Universe 1970                                 |
| Österreich                                                          | Evi Kurz                               | Elfriede („Evi“) Kurz               | Miss Universe 1970                                 |
| Schottland                                                          | Lee Hamilton Marshall                  |                                     | Miss Universe 1970                                 |
| Schweiz                                                             | Diane Jane Roth                        | Diane Jane Roth                     | Miss Universe 1970: Semifinale                     |
| Türkei                                                              | Asuman Tugberk                         | Asuman Tuğberk                      | Miss Universe 1970                                 |
| Wales                                                               | Sandra Cater                           | Sandra Cater                        | Miss Universe 1970                                 |
| Traten nicht an (aus Protest gegen die Griechische Militärdiktatur) |                                        |                                     |                                                    |
| Dänemark                                                            | ?                                      |                                     |                                                    |
| Norwegen                                                            | Aud Fosse                              | Aud Fosse                           | Miss World 1970                                    |
| Schweden                                                            | Marie-Louise Nordlund                  | Marie-Louise Nordlund               |                                                    |

## Wettbewerb des „Comité Officiel et International Miss Europe“
Seit 1951 gab es einen rivalisierenden europäischen Wettbewerb, durchgeführt vom Comité Officiel et International Miss Europe. Dies wurde 1950 von Jean Raibaut in Paris gegründet, der Sitz später nach Marseille verlegt. Die Siegerinnen trugen unterschiedliche Titel wie Miss Europa, Miss Europe oder auch Miss Europe International.
Er fand im Juni 1970 im südfranzösischen Nizza statt. Außer dem Namen der Siegerin ist darüber nichts bekannt geworden: 
- 1.  Deutschland: Marie Korner (Körner?)